# 2018 في سويسرا
فيما يلي قوائم الأحداث التي وقعت خلال عام 2018 في سويسرا.

## سياسة

### تعيين في المنصب
- 1 يناير – آلان بيرسيت رئيس الاتحاد السويسري.

## رياضة
- 29 أبريل – طواف روماندي 2018

## وفيات

### مارس
- 1 مارس – لويجي تافيري (مواليد 1929) متسابق دراجات نارية سويسري.